# 量子重力研究者列表
以下為較有名的量子重力研究者列表，按姓氏拉丁字母首字序排列：
- 阿貝·阿希提卡：阿希提卡變數發明者。迴圈量子重力理論的創建者之一。
- 約翰·拜艾茲：引介自旋泡沫觀念的數學物理學家.
- 約翰·巴瑞特（英语：John Barrett）：數學物理學家，協助開發量子重力中的巴瑞特-克瑞恩模型。
- 湯姆·班克斯：理論物理學家，BFSS矩陣理論（英语：BFSS matrix theory）創始人之一，主要研究弦論、全像原理與量子重力。
- 朱利安·巴爾伯（英语：Julian Barbour）：哲學家，著有《The End of Time》、《Absolute or Relative Motion?》與《The Discovery of Dynamics》。
- 馬丁·玻久華德（英语：Martin Bojowald）：開創將迴圈量子重力理論應用到宇宙學的物理學家。
- 史帝夫·卡利普（英语：Steve Carlip）：3維量子重力專家。
- 路易斯·克瑞恩（英语：Louis Crane）：數學物理學家，協助開發量子重力中的巴瑞特-克瑞恩模型。
- 大衛·芬可斯坦（英语：David Finkelstein）：物理學家，對量子相對論(quantum relativity)與其邏輯基礎貢獻良多。
- 羅多佛·甘比尼（英语：Rodolfo Gambini）：協助引介迴圈量子重力理論的物理學家；《迴圈、結、規範理論與量子重力》共同作者。
- 蓋瑞·吉本斯（英语：Gary Gibbons）：曾對黑洞做出重要貢獻的物理學家。
- 布萊恩·格林：物理學家，鏡對稱現象發現者之一，弦論普及者，哥倫比亞大學教授
- 詹姆斯·哈妥：協助開發宇宙之哈妥-霍金波函數的物理學家。
- 史蒂芬·霍金：劍橋大學盧卡斯講話教授，為黑洞專家，亦是黑洞輻射的發現者。協助開發宇宙之哈妥-霍金波函數。
- 克里斯多福·伊閃（英语：Christopher Isham）：關注於量子重力中觀念性問題的物理學家。
- 泰德·賈寇柏森（英语：Ted Jacobson）：協助開發迴圈量子重力理論的物理學家。
- 里內·洛爾（英语：Renate Loll）：研究迴圈量子重力理論的物理學家，近期協助開發出量子重力的causal dynamical triangulations方法。
- 佛提尼·瑪可波羅卡拉瑪拉（英语：Fotini Markopoulou-Kalamara）：物理學家，於迴圈量子重力理論與自旋網路這些領域中，研究將因果律列入考量的模型。
- 羅傑·潘洛斯：發明自旋網路與扭量理論的數學物理學家。
- 候爾黑·普林（英语：Jorge Pullin）：協助開發迴圈量子重力理論的物理學家；《迴圈、結、規範理論與量子重力》共同作者。
- 卡洛·羅威利：迴圈量子重力理論創建者之一與主要貢獻者。
- 李·施莫林（英语：Lee Smolin）—迴圈量子重力理論創建者之一與主要貢獻者。
- 拉菲爾·索爾金（英语：Rafael Sorkin）：物理學家，量子重力中因果集（英语：causal set）方法的主要提倡者。
- 安德鲁·施特罗明格：物理學家，主要研究弦論。
- 湯瑪斯·帖曼（英语：Thomas Thiemann）：物理學家，主要研究迴圈量子重力理論。
- 愛德華·維騰：首席數學物理學家，費爾茲獎得主，主要研究弦論與M理論。